# Umjetnost starog Rima
Rimska umjetnost podrazumijeva umjetničku produkciju starih Rimljana od 9. st. pr. Kr. do pada Zapadnog Rimskog Carstva 476. godine

## Drevni Rim
██ Rimska Republika 510. – 40. pr. Kr.
██ Rimsko Carstvo 20.-360.
██ Zapadno Rimsko Carstvo 405.-480.
██ Istočno Rimsko Carstvo 405.-480.
U političkom smislu Rim je promijenio tri ustrojstva:
- 1. Rimsko Kraljevstvo – od →9. st. do →509.
- 2. Rimska Republika – od →509 do →27.
- 3. Rimsko Carstvo – od →27. do 395., odnosno do 476.

Rimsko Carstvo, na vrhuncu moći (za cara Hadrijana), se prostiralo od sjeverne Engleske i Rajne do ivica Afričke pustinje, te od zapadne obale Pirinejskog poluotoka pa do Crvenog mora i Mezopotamije. 
"Najveća građevina Rimljana bila je njihova država."   Ta čvrsta i podatna politička tvorevina od skromnog saveza lacijskih plemena seoskog podrijetla postaje sila koja će sebi pripojiti Etruščane i provesti ujedinjenje Italije, snaga koja će pobijediti u suparništvu s punskom Kartagom, osiguravajući Rimu premoć na Sredozemlju, velika tvorevina koja će u Europi, Aziji i Africi prekriti cjelokupno područje zapadne civilizacije. Na tom području Rim uspostavlja svoju civilizaciju zasnovanu na osebujnoj mješavini samovlade i demokracije.
Stoga, nije čudo što svijet obuzet praktičnim potrebama (političke, vojne, ekonomske, organizacijske, financijske …) i u umjetnosti daje praktični biljeg. Tako će jedna od glavnih osobina rimske umjetnosti biti težnja veličanstvenošću kao znamenjem moći, dakle impozantnost i čvrstina ispred elegancije i ljupkosti, umjetnost koja se bavi potrebama velikog mnoštva. 
Upravo zato graditeljska i arhitektonska djela svojom originalnošću i monumentalnošću uvelike zasjenjuju ona u kiparstvu i slikarstvu.